# Senatori della V legislatura del Regno di Sardegna
Elenco dei senatori della V legislatura del Regno di Sardegna (dal 19 dicembre 1853 al 25 ottobre 1857) con i nominati dal re Vittorio Emanuele II.

## Nomine
Il numero della prima colonna si riferisce al numero nella serie cronologica ufficiale.
Convalida e giuramento:
  In legislature precedenti
  Durante la legislatura
  In legislature successive
| Num. | Nominativo                                  | Categoria | Date              | Date             | Date             | Osservazioni                                     |
| Num. | Nominativo                                  | Categoria | Decreto           | Convalida        | Giuramento       | Osservazioni                                     |
| ---- | ------------------------------------------- | --------- | ----------------- | ---------------- | ---------------- | ------------------------------------------------ |
|      | Ferdinando, duca di Genova                  |           |                   |                  |                  | art. 34 dello Statuto, morto il 12 febbraio 1855 |
|      | Eugenio di Savoia Carignano                 |           |                   |                  |                  | art. 34 dello Statuto                            |
| 1    | Albini Giuseppe                             |           | 3 aprile 1848     |                  |                  |                                                  |
| 2    | Alfieri di Sostegno Cesare                  |           | 3 aprile 1848     |                  |                  |                                                  |
| 95   | Ambrosetti Giovanni Antonio                 |           | 18 dicembre 1849  |                  |                  |                                                  |
| 77   | Aporti Ferrante                             |           | 19 dicembre 1848  |                  |                  |                                                  |
| 98   | Arborio Gattinara di Breme Ferdinando       |           | 18 dicembre 1849  |                  |                  |                                                  |
| 137  | Arese Lucini Francesco                      | 21        | 26 novembre 1854  | 30 dicembre 1854 | 1 marzo 1855     |                                                  |
| 3    | Asinari di San Marzano Ermolao              |           | 3 aprile 1848     |                  |                  |                                                  |
| 125  | Audifreddi Giovanni                         |           | 20 ottobre 1853   |                  |                  |                                                  |
| 4    | Avogadro di Collobiano Filiberto            |           | 3 aprile 1848     |                  |                  |                                                  |
| 59   | Aymerich di Laconi Ignazio                  |           | 3 maggio 1848     |                  |                  |                                                  |
| 5    | Balbi Piovera Giacomo                       |           | 3 aprile 1848     |                  |                  |                                                  |
| 112  | Baudi di Vesme Carlo                        |           | 2 novembre 1850   |                  |                  |                                                  |
| 6    | Bava Eusebio                                |           | 3 aprile 1848     |                  |                  | Morto il 21 aprile 1854                          |
| 133  | Benso Gaspare                               | 3         | 26 novembre 1854  | 13 dicembre 1854 | 19 dicembre 1854 | Morto il 13 luglio 1855                          |
| 109  | Bermondi Carlo Bartolomeo                   |           | 2 novembre 1850   |                  |                  | Morto il 30 marzo 1855                           |
| 8    | Billet Alessio                              |           | 3 aprile 1848     |                  |                  |                                                  |
| 9    | Blanc Nicola                                |           | 3 aprile 1848     |                  |                  |                                                  |
| 134  | Bona Bartolomeo                             | 3 17      | 26 novembre 1854  | 13 dicembre 1854 | 19 dicembre 1854 |                                                  |
| 126  | Borromeo Vitaliano                          | 21        | 20 ottobre 1853   | 18 novembre 1853 | 19 dicembre 1853 |                                                  |
| 10   | Brignole Sale Antonio                       | 4 6       | 3 aprile 1848     | 18 aprile 1855   | 18 aprile 1855   |                                                  |
| 131  | Broglia Mario                               | 05 14     | 26 novembre 1854  | 30 dicembre 1854 | 8 gennaio 1855   | Morto il 30 aprile 1857                          |
| 114  | Caccia Carlo Francesco                      |           | 4 marzo 1852      |                  |                  |                                                  |
| 115  | Cagnone Carlo                               |           | 4 marzo 1852      |                  |                  |                                                  |
| 111  | Cantù Gian Lorenzo                          |           | 2 novembre 1850   |                  |                  |                                                  |
| 127  | Casati Gabrio                               |           | 20 ottobre 1853   |                  |                  |                                                  |
| 17   | Cataldi Giuseppe                            |           | 3 aprile 1848     |                  |                  |                                                  |
| 66   | Chiodo Agostino                             |           | 14 ottobre 1848   |                  |                  |                                                  |
| 74   | Cibrario Luigi                              |           | 17 ottobre 1848   |                  |                  |                                                  |
| 12   | Colla Federico                              |           | 3 aprile 1848     |                  |                  |                                                  |
| 13   | Coller Gaspare                              |           | 3 aprile 1848     |                  |                  | Morto il 14 settembre 1855                       |
| 16   | Colli di Felizzano Vittorio                 |           | 3 aprile 1848     |                  |                  | Morto il 17 aprile 1856                          |
| 116  | Conelli de' Prosperi Francesco              |           | 4 marzo 1852      |                  |                  |                                                  |
| 110  | Cordero di Montezemolo Massimo              |           | 2 novembre 1850   |                  |                  |                                                  |
| 14   | Cordero di Pamparato Stanislao              |           | 3 aprile 1848     |                  |                  |                                                  |
| 15   | Cotta Giuseppe                              |           | 3 aprile 1848     |                  |                  |                                                  |
| 88   | Cristiani di Ravarano Cesare                |           | 27 luglio 1849    |                  |                  | Morto il 21 marzo 1857                           |
| 117  | Dabormida Giuseppe                          |           | 7 novembre 1852   |                  |                  |                                                  |
|      | Dal Pozzo della Cisterna Emanuele           |           | 3 aprile 1848     |                  |                  | Non prestò giuramento                            |
| 18   | D'Angennes Alessandro                       |           | 3 aprile 1848     |                  |                  |                                                  |
| 48   | Dalla Valle Rolando Giuseppe                |           | 3 aprile 1848     |                  |                  |                                                  |
| 19   | De Cardenas Lorenzo                         |           | 3 aprile 1848     |                  |                  |                                                  |
| 81   | De Ferrari Domenico                         |           | 10 luglio 1849    |                  |                  |                                                  |
| 140  | De Foresta Giovanni                         | 09 16     | 31 maggio 1855    | 15 novembre 1855 | 15 novembre 1855 |                                                  |
| 21   | De Fornari Giuseppe                         |           | 3 aprile 1848     |                  |                  |                                                  |
| 78   | De Margherita Luigi                         |           | 19 dicembre 1848  |                  |                  | Morto il 23 maggio 1856                          |
| 75   | De Maugny Clemente                          |           | 17 ottobre 1848   |                  |                  |                                                  |
| 90   | Des Ambrois de Nevache Luigi                |           | 18 dicembre 1849  |                  |                  |                                                  |
| 22   | Doria Giorgio                               |           | 3 aprile 1848     |                  |                  |                                                  |
| 138  | Durando Giacomo                             | 03 04 14  | 1 aprile 1855     | 10 aprile 1855   | 10 aprile 1855   |                                                  |
| 130  | Elena Domenico                              | 20        | 13 settembre 1854 | 13 dicembre 1854 | 12 febbraio 1855 |                                                  |
| 25   | Ferrero della Marmora Alberto               |           | 3 aprile 1848     |                  |                  |                                                  |
| 67   | Ferrero della Marmora Carlo                 |           | 14 ottobre 1848   |                  |                  | Morto il 6 marzo 1854                            |
| 86   | Forest Guglielmo                            |           | 10 luglio 1849    |                  |                  |                                                  |
| 79   | Franzini Antonio                            |           | 10 luglio 1849    |                  |                  |                                                  |
| 102  | Fraschini Vittorio                          |           | 14 gennaio 1850   |                  |                  |                                                  |
| 82   | Galli della Loggia Carlo Ferdinando         |           | 10 luglio 1849    |                  |                  |                                                  |
| 68   | Gallina Stefano                             |           | 14 ottobre 1848   |                  |                  |                                                  |
| 91   | Gattinara di Gattinara Feliciano            |           | 18 dicembre 1849  |                  |                  | Morto l'11 luglio 1854                           |
| 123  | Gautieri Gaudenzio                          |           | 20 ottobre 1853   |                  |                  |                                                  |
| 61   | Gerbaix de Sonnaz Ettore                    |           | 3 maggio 1848     |                  |                  |                                                  |
| 103  | Gioja Pietro                                |           | 22 marzo 1850     |                  |                  |                                                  |
| 27   | Giulio Carlo Ignazio                        |           | 3 aprile 1848     |                  |                  |                                                  |
| 119  | Gonnet Claudio                              |           | 20 ottobre 1853   |                  |                  |                                                  |
| 136  | Imperiali Giuseppe                          | 21        | 26 novembre 1854  | 13 dicembre 1854 | 13 dicembre 1854 |                                                  |
| 108  | Jacquemoud Giuseppe                         |           | 2 novembre 1850   |                  |                  |                                                  |
| 113  | Lazari Fabrizio                             |           | 2 novembre 1850   |                  |                  |                                                  |
| 64   | Maestri Ferdinando                          |           | 6 giugno 1848     |                  |                  |                                                  |
| 32   | Maffei di Boglio Carlo                      |           | 3 aprile 1848     |                  |                  | Morto il 28 aprile 1854                          |
| 87   | Malaspina Luigi                             |           | 10 luglio 1849    |                  |                  |                                                  |
| 96   | Malingri di Bagnolo Coriolano               |           | 18 dicembre 1849  |                  |                  | Morto il 17 giugno 1855                          |
| 132  | Mameli Cristoforo                           | 5         | 26 novembre 1854  | 13 dicembre 1854 | 19 dicembre 1854 |                                                  |
| 29   | Manno Giuseppe                              |           | 3 aprile 1848     |                  |                  |                                                  |
| 104  | Marioni Giuseppe                            |           | 15 giugno 1850    |                  |                  |                                                  |
| 107  | Massa Saluzzo Leonzio                       |           | 2 novembre 1850   |                  |                  |                                                  |
| 62   | Moris Giuseppe Giacinto                     |           | 3 maggio 1848     |                  |                  |                                                  |
| 30   | Mosca Bernardo Carlo                        |           | 3 aprile 1848     |                  |                  |                                                  |
| 31   | Musio Giuseppe                              |           | 3 aprile 1848     |                  |                  |                                                  |
| 63   | Nazari di Calabiana Luigi                   |           | 3 maggio 1848     |                  |                  |                                                  |
| 33   | Nigra Giovanni                              |           | 3 aprile 1848     |                  |                  |                                                  |
| 93   | Nomis di Pollone Antonio                    |           | 18 dicembre 1849  |                  |                  |                                                  |
| 89   | Oneto Giacomo                               |           | 27 luglio 1849    |                  |                  |                                                  |
| 35   | Pagliacciù della Planargia Giovanni Antonio |           | 3 aprile 1848     |                  |                  |                                                  |
| 128  | Paleocapa Pietro                            | 5         | 6 marzo 1854      | 13 marzo 1854    | 13 marzo 1854    |                                                  |
| 34   | Pallavicini Ignazio                         |           | 3 aprile 1848     |                  |                  |                                                  |
| 71   | Pallavicino Mossi Lodovico                  |           | 14 ottobre 1848   |                  |                  |                                                  |
| 139  | Persoglio Carlo                             | 13        | 1 aprile 1855     | 10 aprile 1855   | 18 aprile 1855   |                                                  |
| 141  | Pes di Villamarina Salvatore                | 7         | 14 maggio 1856    | 6 luglio 1860    | 26 febbraio 1861 | Non prestò giuramento                            |
| 40   | Picolet Lorenzo                             |           | 3 aprile 1848     |                  |                  |                                                  |
| 105  | Pinelli Alessandro                          |           | 2 novembre 1850   |                  |                  |                                                  |
| 39   | Plana Giovanni Antonio Amedeo               |           | 3 aprile 1848     |                  |                  |                                                  |
| 41   | Plezza Giacomo                              |           | 3 aprile 1848     |                  |                  |                                                  |
| 129  | Ponza di San Martino Gustavo                | 5         | 6 marzo 1854      | 13 marzo 1854    | 20 marzo 1854    |                                                  |
| 73   | Prat Ferdinando                             |           | 14 ottobre 1848   |                  |                  |                                                  |
| 92   | Provana del Sabbione Luigi                  |           | 18 dicembre 1849  |                  |                  | Morto il 27 luglio 1856                          |
| 43   | Provana di Collegno Giacinto                |           | 3 aprile 1848     |                  |                  | Morto il 27 settembre 1856                       |
| 42   | Provana di Collegno Luigi                   |           | 3 aprile 1848     |                  |                  |                                                  |
| 44   | Quarelli di Lesegno Celestino               |           | 3 aprile 1848     |                  |                  |                                                  |
| 106  | Regis Giovanni                              |           | 2 novembre 1850   |                  |                  |                                                  |
| 83   | Riberi Alessandro                           |           | 10 luglio 1849    |                  |                  |                                                  |
| 45   | Ricci Alberto                               |           | 3 aprile 1848     |                  |                  |                                                  |
| 46   | Ricci Francesco Giovanni                    |           | 3 aprile 1848     |                  |                  | Morto il 2 maggio 1856                           |
| 135  | Riva Pietro                                 | 16        | 26 novembre 1854  | 13 dicembre 1854 | 13 dicembre 1854 |                                                  |
| 122  | Roncalli Vincenzo                           | 21        | 20 ottobre 1853   | 18 novembre 1853 | 19 dicembre 1853 |                                                  |
| 49   | Rorà di Lucerna Maurizio                    |           | 3 aprile 1848     |                  |                  | Morto il 7 novembre 1854                         |
| 121  | Rossi Luigi                                 | 21        | 20 ottobre 1853   | 18 novembre 1853 | 19 gennaio 1854  |                                                  |
| 50   | Sallier della Torre Vittorio Amedeo         |           | 3 aprile 1848     |                  |                  |                                                  |
| 118  | Sauli Francesco                             |           | 20 ottobre 1853   |                  |                  |                                                  |
| 51   | Sauli d'Igliano Lodovico                    |           | 3 aprile 1848     |                  |                  |                                                  |
| 80   | Sclopis di Salerano Federigo                |           | 10 luglio 1849    |                  |                  |                                                  |
| 124  | Sella Giovanni Battista                     | 21        | 20 ottobre 1853   | 28 dicembre 1853 | 19 dicembre 1853 |                                                  |
| 52   | Serra Domenico                              |           | 3 aprile 1848     |                  |                  |                                                  |
| 53   | Serventi Giorgio                            |           | 3 aprile 1848     |                  |                  | Morto il 18 marzo 1856                           |
| 100  | Siccardi Giuseppe                           |           | 19 dicembre 1849  |                  |                  |                                                  |
|      | Spinola Massimiliano                        |           | 3 maggio 1848     |                  |                  |                                                  |
| 54   | Stara Giuseppe                              |           | 3 aprile 1848     |                  |                  |                                                  |
| 120  | Taparelli d'Azeglio Massimo                 | 3 5 20    | 20 ottobre 1853   | 22 dicembre 1853 | 19 dicembre 1853 |                                                  |
| 55   | Taparelli d'Azeglio Roberto                 |           | 3 aprile 1848     |                  |                  |                                                  |
| 57   | Tornielli di Borgo Lavezzaro                |           | 3 aprile 1848     |                  |                  |                                                  |
| 58   | Trabucco di Castagnetto Cesare              |           | 3 aprile 1848     |                  |                  |                                                  |